# جورج إتش بورغس
جورج إتش بورغس (بالإنجليزية: George H. Burgess)‏ هو عالم أحياء أمريكي، ولد في 23 يناير 1949.